# City on a Hill
City on a Hill è una serie televisiva statunitense in onda sul canale televisivo Showtime dal 16 giugno 2019 al 25 settembre 2022.
La serie è stata creata da Charlie McLean, basata su un'idea originale di Ben Affleck e MacLean. Nel cast figurano Kevin Bacon, Aldis Hodge, Amanda Clayton, Cathy Moriarty, Kevin Dunn e Jill Hennessy. La serie è stata presentata in anteprima il 7 giugno 2019 (online) e il 16 giugno 2019 su Showtime. Il 2 agosto 2019, Showtime ha rinnovato la serie per una seconda stagione. Il 2 giugno 2021 è stata rinnovata per una terza stagione. Il 27 ottobre 2022 Showtime ha cancellato la serie dopo tre stagioni.

## Trama
Un assistente procuratore distrettuale forma un'insolita alleanza con un veterano dell'FBI corrotto. Insieme i due si mettono sulle tracce di una banda criminale facendo nascere un caso per coinvolgere ad alto livello il sistema giudiziario di Boston.

## Episodi
| Stagione         | Episodi | Prima TV USA | Prima TV Italia |
| ---------------- | ------- | ------------ | --------------- |
| Prima stagione   | 10      | 2019         | 2019            |
| Seconda stagione | 8       | 2021         | 2021            |
| Terza stagione   | 8       | 2022         | 2022            |